# 清水敬亮
清水 敬亮（しみず たかあき、1982年7月25日 - ）は、NHKのアナウンサー。

## 人物
山口県宇部市出身。早稲田大学政治経済学部を卒業後、2007年に入局。
大学時代はソフトボール部に所属。
好きな食べ物はすし、アイスクリーム、鳥の唐揚げ。
主にスポーツなどで活躍している。

## 出演
☆印は現在出演（担当）中。
宮崎放送局時代（2007年度 - 2009年度）
- 着信御礼!ケータイ大喜利（2008年2月18日）
- 宮崎県のニュース・中継・リポート

釧路放送局時代（2010年度 - 2014年6月）
- ほっとニュース北海道 釧路
- 北海道道東のニュース

岡山放送局時代（2014年7月 - 2018年7月）
- 岡山県のニュース
- もぎたて!（不定期）
- 岡山ニュース845

大阪放送局時代（2018年7月 - 2023年度）
- 関西のニュース☆
- ニュースほっと関西→ほっと関西（ニュースリーダー・不定期）
- ほっと関西サタデー（ニュースリーダー・不定期：2023年7月 - 2024年3月）
- 各種スポーツ中継

東京アナウンス室時代（2024年度 - ）
- NHKニュースおはよう日本 - スポーツキャスター（土曜・日曜・祝日）（2024年4月6日 - ）☆
- 各種スポーツ中継☆

### 中央競馬GI実況歴
- 第78回桜花賞（2018年4月8日）
- 第20回チャンピオンズカップ（2019年12月1日）
- 第27回NHKマイルカップ（2020年5月10日）
- 第162回天皇賞（2020年11月1日）
- 第23回チャンピオンズカップ（2022年12月4日）
- 第28回NHKマイルカップ（2023年5月7日）
- 第84回菊花賞（2023年10月22日）
- 第84回皐月賞(2024年4月14日)
- 第69回有馬記念（2024年12月22日）